# Thayetchaung
Thayetchaung är en kommun i Myanmar.   Den ligger i regionen Taninthayiregionen, i den södra delen av landet, 700 km söder om huvudstaden Naypyidaw. Antalet invånare är 115 343.